# Miguel Ángel Fornés
Miguel Ángel Fornés Jul (Palma de Mallorca, 3 de septiembre de 1993), es un voleibolista español conocido también como Miki Fornés. Juega como central en el Club Voleibol Almería equipo que compite en la Superliga Masculina de Voleibol.

## Trayectoria deportiva
El mallorquín ha tenido un gran recorrido por varios clubes de la geografía europea. Pero sus inicios estuvieron en el Centro de Tecnificación de Palencia con la selección española Permanente en la Superliga 2 Masculina de Voleibol de España.

### Knack Volley Roeselare
En el verano del 2016 ficha de manera oficial con el Knack Roeselare, equipo belga que juega en la Ethias League de Bélgica. Así, durante esta temporada disputaría la Supercopa de este país, en la que caerían derrotados por un ajustado 2-3 ante el Noliko Maaseik. Además de jugar la Liga de Campeones, donde el equipo pelearía por lograr pasar de su Grupo 'E'.
Por otra parte, el 12 de febrero de 2017, después de un gran partido, 'Miki' y su equipo logra conquistar la Copa de Bélgica ante el Noliko Maaseik, logrando así su revancha personal de principio de temporada. Después de una exitosa 'Ethias League', logra clasificarse como 2º clasificado para la 'Fase de Ganadores' o 'Play Offs' buscando como único objetivo llegar a la final por el título, a la que logran clasificarse. Finalmente, termina ganando el título de campeones de la Ethias League contra el gran rival del equipo de Roeselare.
En su segunda temporada terminan cayendo en la competición doméstica contra su rival por excelencia pero mantienen durante un año más el título de campeones de Copa de Bélgica. Este sería su último título en Bélgica.

### Club Voleibol Teruel
Tras su aventura de dos años en tierras belgas, el jugador decide volver y embarcarse en el proyecto europeo del Club Voleibol Teruel. El jugador aceptó la oferta del equipo aragonés para disputar la CEV Champions League vestido de naranja. Tras vencer en la primera ronda al equipo belga Lindemans Aalst, los de Miguel Rivera caen eliminados en la segunda ronda previa contra Chaumont pese a ganar en Los Planos en el set de desempate, ya que los franceses vencieron con contundencia en el partido de vuelta. Su periplo por la Copa  CEV los naranjas consiguen pasar la primera ronda ante el campeón de la Copa de Francia de esa temporada, el Tourcoing Lille, tras la victoria en el set de oro en tierras galas (15-13). Dichosas las coincidencias, el viaje por Europa iba a terminar con el Lindemans Aalst también. Equipo que acaba con el sueño europeo para esa temporada.
En las competiciones nacionales, el primer partido como naranja consiguió añadir la séptima Supercopa de España para el palmarés turolense ante su exequipo, el Unicaja Almería. A partir de ahí, la temporada regular fue acusada por la competición europea, aunque pronto se repusieron y escalaron posiciones hasta acabar en primer lugar en la competición nacional. Todo ello con la derrota en la final de la Copa del Rey contra los ahorradores en la Ciudad Autónoma de Melilla.

## Equipos
| Equipo                    | País    | Año         |
| ------------------------- | ------- | ----------- |
| Exprivia Molfetta         | Italia  | 2013 - 2014 |
| Unicaja Almería           | España  | 2014 - 2015 |
| Narbonne Volley           | Francia | 2015 - 2016 |
| Knack Volley Roeselare    | Bélgica | 2016 - 2018 |
| Club Voleibol Teruel      | España  | 2018 - 2019 |
| Tourcoing Lille Métropole | Francia | 2019 - 2020 |
| Unicaja Costa de Almería  | España  | 2020 - Act. |

## Palmarés
Campeonatos Nacionales (4):
| Título              | Club                   | País    | Temporada   |
| ------------------- | ---------------------- | ------- | ----------- |
| Superliga Masculina | Unicaja Almería        | España  | 2014 - 2015 |
| Copa de Bélgica     | Knack Volley Roeselare | Bélgica | 2016 - 2017 |
| Ethias League       | Knack Volley Roeselare | Bélgica | 2016 - 2017 |
| Copa de Bélgica     | Knack Volley Roeselare | Bélgica | 2017 - 2018 |
| Supercopa de España | C.V. Teruel            | España  | 2018 - 2019 |

- Datos: Q16782548
- Multimedia: Miquel Angel Fornés Jul / Q16782548